# Dejongs Feenbarsch
Dejongs Feenbarsch (Gramma dejongi) ist ein kleiner Meeresfisch, der in der Karibik vorkommt und bisher ausschließlich an den Küsten Kubas gefunden wurde. Die Art wurde erst 2010 beschrieben und nach dem niederländischen Zierfischimporteur Arie de Jong benannt, dem in einer Sendung von Königs-Feenbarschen (Gramma loreto) die farblich von diesen abweichende Art auffiel. Die Typusexemplare, die De Jong zur Verfügung stellte, stammten von der Südküste Kubas und wurden in der Nähe von Trinidad gefangen.

## Merkmale
Dejongs Feenbarsch bleibt mit einer Maximallänge von 4,5 cm fast um die Hälfte kleiner als der Königs-Feenbarsch, der 8 cm lang wird. Vor allem unterscheidet sich Dejongs Feenbarsch vom zweifarbigen, vorne magenta und hinten gelb gefärbten Königs-Feenbarsch durch seine fast den gesamten Körper umfassende goldgelbe Grundfärbung. Lediglich die vorderen drei oder vier Rückenflossenstrahlen, die Bauchflossen, die Bauchflossenbasis, sowie die Kehlregion sind magentafarben. Der zweite Bauchflossenstrahl ist schwärzlich. Ein schwarzer Fleck, der den Durchmesser der Pupillen hat, liegt auf dem oberen Teil der drei oder vier vorderen Rückenflossenstrahlen. Der für den Königs-Feenbarsch charakteristische dunkle Augenstrich fehlt.
- Flossenformel: Rückenflosse XII/10, Afterflosse III/10, Pectorale 15–16.

## Lebensraum
Dejongs Feenbarsch kommt an den Küsten Kubas sympatrisch mit dem Königs-Feenbarsch und dem Schwarzkappen-Feenbarsch (Gramma melacara) vor. Während ersterer aber flaches Wasser bevorzugt und letzterer in größeren Tiefen (bis 180 Meter) lebt, wurden die Typusexemplare von Dejongs Feenbarsch ausschließlich in Tiefen von 20 bis 30 m gefangen. Dort lebt er versteckt in Außenriffen. 